# Tersa
Tersa (en rus: Терса) és un poble de l'óblast de Saràtov, a Rússia, segons el cens del 2010 tenia 2.586 habitants. Pertany al districte municipal de Volsk.